# روشویل (نبراسکا)
روشویل(به انگلیسی: Rushville) شهری در ایالت نبراسکا کشور ایالات متحده آمریکا است که جمعیت آن در سرشماری سال ۲۰۱۰ میلادی، ۸۹۰ نفر بوده‌است.